# Miguel Alvariño
Miguel Alvariño Garcia (né le 31 mai 1994) est un archer espagnol.

## Biographie
Alvariño Garcia commence le tir à l'arc en 2005. Il participe à ses premières compétitions internationales en 2013. Cette même année, il remporte ses premières médailles pour des compétitions internationales majeurs avec des médailles d'argents aux championnats du monde junior en équipe mixte.

## Palmarès
- Jeux olympiques[1]
  - 17e à l'individuel homme aux Jeux olympiques d'été de 2016 à Rio de Janeiro.
  - 9e à l'épreuve par équipe homme aux Jeux olympiques d'été de 2016 à Rio de Janeiro (avec Antonio Fernández et Juan Ignacio Rodríguez).

- Championnats du monde junior[1]
  -  Médaille d'argent à l'épreuve par équipe mixte aux championnats du monde junior de 2013 à Wuxi.

- Coupe du monde[1]
  -  Coupe du monde à l'épreuve individuelle homme à la coupe du monde 2015 à Mexico.
  -  Médaille d'argent à l'épreuve par équipe homme à la coupe du monde 2016 à Medellín.
  -  Médaille de bronze à l'épreuve individuelle homme à la coupe du monde 2016 à Medellín.

- Jeux européens[1]
  -  Médaille d'or à l'épreuve individuelle homme aux Jeux européens de 2015 à Bakou.
  -  Médaille d'or à l'épreuve par équipe mixte aux Jeux européens de 2023 à Cracovie.
  -  Médaille d'argent à l'épreuve par équipe homme aux Jeux européens de 2015 à Bakou.
  -  Médaille d'argent à l'épreuve individuelle homme aux Jeux européens de 2023 à Cracovie.
  -  Médaille d'argent à l'épreuve par équipe homme aux Jeux européens de 2023 à Cracovie.

- Jeux méditerranéens
  -  Médaille d'argent à l'épreuve par équipe homme aux Jeux méditerranéens de 2022 à Oran.
  -  Médaille de bronze à l'épreuve par équipe mixte aux Jeux méditerranéens de 2022 à Oran.
  -  Médaille de bronze à l'épreuve par équipe homme aux Jeux méditerranéens de 2018 à Tarragone.